# Terminal (pel·lícula)
Terminal és una pel·lícula de thriller neo-noir del 2018 escrita i dirigida per Vaughn Stein. La pel·lícula és protagonitzada per Margot Robbie al costat d'un repartiment coral, amb Simon Pegg, Dexter Fletcher, Max Irons i Mike Myers. La trama segueix les recaragolades històries de dos assassins que duen a terme una missió sinistra, un mestre que lluita contra una malaltia mortal, un enigmàtic conserge i una cambrera curiosa que porta una doble vida perillosa. S'ha doblat i subtitulat al català.
La pel·lícula és una coproducció internacional entre Irlanda, el Regne Unit, Hongria, Hong Kong i els Estats Units. El rodatge principal va tenir lloc a Budapest durant el maig de 2016.
Terminal es va estrenar a l'Amèrica del Nord l'11 de maig de 2018 a càrrec d'RLJE Films. La pel·lícula va rebre crítiques generalment negatives, que van criticar la trama, la narrativa, el ritme i la direcció, tot i que alguns van elogiar la interpretació de Robbie i l'estil visual. També va ser un fracàs de taquilla, amb només 843.970 dòlars recaptats.